# 索尔·斯坦伯格
索尔·斯坦伯格（英語：Saul Steinberg，1914年6月15日—1999年5月12日）是一个出生于罗马尼亚的美国漫画家和插画家，他最出名的作品为《纽约客》之《从第九大道看世界》。

## 生平
1914年，斯坦伯格出生在罗马尼亚，他曾在布加勒斯特大学学习一年的哲学，之后进入了米兰理工大学学习建筑，1940年毕业。在米兰的时候，斯坦伯格积极参加社会实践，在一个杂志工作。
斯坦伯格离开意大利之后，意大利建立了法西斯独裁和反犹政府。他花了一年时间在多米尼加共和国等待美国签证，与此同时，他给外国出版物提交了他的漫画以获得经济来源。
1942年，《纽约客》杂志赞助他进入美国，此后，斯坦伯格和《纽约客》是终身合作关系。在《纽约客》经过半个多世纪的工作，斯坦伯格创作了近90个封面和超过1200的插图。
二战期间，他曾为美国军队搜集军事情报，他驻扎在中国、北非和意大利。战争结束后，他回到美国《纽约客》期刊工作，把欧洲艺术与美国艺术合并为一种卡通艺术，开创了一种独特风格的插图。尽管人们印象最深的是他的商业作品，但是他也经常在美术博物馆和画廊展示他的作品和创作生涯。
1944年，斯坦伯格娶了罗马尼亚抽象表现主义画家海达赫达·斯特恩（Hedda Sterne）。
1946年，斯坦伯格、阿希尔·戈尔基、野口勇、罗伯特等的作品在现代艺术博物馆被展现并且广受好评，被誉为“十四个美国人”。他还在惠特尼美术馆、西班牙瓦伦西亚现代艺术研究所展出过作品。
1993年，斯坦伯格逝世，随后成立了一个非营利基金会，服务于医药学。
久里洋二、鈴木義司、藤子不二雄、真鍋博、古川タク、柳原良平、横山泰三、和田誠等漫画家都有受其影響。